# Дубняки (Рязанская область)
Дубняки — деревня в Екимовском сельском поселении Рязанского района Рязанской области России.

## Расположение
Расположены в 17 км на юго-запад от Рязани.

## Население
| 2010 |
| ---- |
| 6    |